# Bernard Marty
Pour les articles homonymes, voir Marty.
Bernard Marty est un homme politique français né le 28 décembre 1830 à Lavaur (Tarn) et décédé le 11 décembre 1914 à Lavaur.

## Biographie
Avoué puis avocat, il est adjoint au maire de Lavaur et député du Tarn de 1876 à 1877. Siégeant à gauche, il est l'un des 363 qui refusent la confiance au gouvernement de Broglie, le 16 mai 1877. Battu en octobre 1877, il entre dans la magistrature et termine sa carrière comme président du tribunal de Lavaur.

## Sources
- « Bernard Marty », dans Adolphe Robert et Gaston Cougny, Dictionnaire des parlementaires français, Edgar Bourloton, 1889-1891 [détail de l’édition]
- « Bernard Marty », dans le Dictionnaire des parlementaires français (1889-1940), sous la direction de Jean Jolly, PUF, 1960 [détail de l’édition]
- Ressource relative à la vie publique :   - Base Sycomore